# Ci rivedremo all'inferno (film)
Ci rivedremo all'inferno (Shout at the Devil) è un film del 1976, diretto da Peter R. Hunt.
È un film di guerra britannico con protagonisti Lee Marvin, Roger Moore e Barbara Parkins. È una storia d'avventura ambientata a Zanzibar e nell'Africa Orientale Tedesca nel 1914-1918 ed è molto liberamente ispirato da eventi reali. È basato sul romanzo Ci rivedremo all'inferno di Wilbur Smith.

## Trama
Durante la Prima Guerra Mondiale un aristocratico inglese, un imprenditore americano e l'attraente figlia di quest'ultimo, tentano di distruggere un incrociatore tedesco, in attesa di riparazione in una insenatura appena fuori Zanzibar.

## Produzione
Il film, diretto da Peter R. Hunt su una sceneggiatura di Stanley Price e Alastair Reid con il soggetto di Wilbur Smith (autore del romanzo), fu prodotto da Michael Klinger per la Tonav Productions e girato a Malta e in Sudafrica da marzo a luglio 1975.

## Distribuzione
Il film fu distribuito nel Regno Unito nel 1976 al cinema dalla Hemdale Film Distribution.
Alcune delle uscite internazionali sono state:
- nel Regno Unito il 13 aprile 1976 (Londra, première)
- nei Paesi Bassi il 20 maggio 1976
- in Sudafrica il 12 luglio 1976
- in Finlandia il 23 luglio 1976 (Joka pirua kutsuu)
- in Svezia il 20 agosto 1976 (De sista äventyrarna)
- in Norvegia il 17 settembre 1976 (Oppgjør i jungelen)
- in Danimarca il 14 ottobre 1976 (Flammer over floden)
- negli Stati Uniti il 24 novembre 1976 (New York)
- in Francia il 23 marzo 1977 (Parole d'homme)
- in Messico il 21 luglio 1977 (A gritarle al diablo)
- in Turchia nel febbraio del 1979 (Cehennemde randevu)
- in Portogallo il 29 ottobre 1981 (Armadilha Internacional)
- nel Regno Unito il 10 dicembre 2001 (in DVD)
- in Germania Ovest (Brüll den Teufel an)
- in Grecia (Tha synantithoume stin Kolasi)
- in Spagna (Gritar al diablo)
- in Ungheria (Kiáltás az ördögre)
- in Polonia (Krzyknac diablu w twarz)
- in Italia (Ci rivedremo all'inferno)

## Promozione
La tagline è: "A spectacular adventure you will always remember and a beautiful love story you will never forget.".

## Critica
Secondo il Morandini i tagli che hanno accorciato la durata originaria del film (147 minuti) "giovano al versante tragicomico e alla vivacità dell'azione".